# Modła (Bolesławiec, Baja Silesia)
Modła (alemán: Modlau) es una localidad del distrito de Bolesławiec, en el voivodato de Baja Silesia (Polonia). Se encuentra en el suroeste del país, dentro del término municipal de Gromadka, a unos 11 km al sur de la localidad homónima y sede del gobierno municipal, a unos 11 al este de Bolesławiec, la capital del distrito, y a unos 88 al oeste de Breslavia, la capital del voivodato. En 2011, según el censo realizado por la Oficina Central de Estadística polaca, su población era de 542 habitantes. Modła perteneció a Alemania hasta 1945.